# Южна Добруджа
Южна Добруджа (на румънски: Dobrogea de Sud или Cadrilater) е област в Североизточна България. Тя обхваща най-югозападните части на Добруджа, влизащи в област Добрич и област Силистра. Територията ѝ е 7565 km² и има население от 358 000 души. То е смесено по етнически състав – състои се от българи и турци и някои малцинства, включително гагаузи и кримски татари.

## История
Южна Добруджа е част от Княжество България от времето на Освобождението на България от османска власт през 1878 г. до Балканските войни. През 1912 г. Румъния проявява претенции към Южна Добруджа, търсейки компенсации с оглед бързите победи на България в Източна Тракия през есента на същата година. Крал Карол настоява за териториални компенсации поради страха от увеличаващите се територии на България. Така се стига до конференцията в Санкт Петербург, проведена на 29 април 1913 г., на която, под ръководството на руския външен министър Сазонов, се правят корекции на българо-румънската граница, като България предава на Румъния Силистра, но по-сериозните териториални размествания, искани от Румъния, са отхвърлени. Това увеличава напрежението между балканските държави, което ескалира след нападението на България срещу Сърбия и Гърция и на 27 юни 1913 г. румънската армия нахлува в незащитената Северна България и достига околностите на София. Това принуждава България да подпише Букурещкия мирен договор от 28 юли 1913 г., с който задоволява етнически и исторически неоправданите претенции на Румъния към Южна Добруджа. След избухването на Първата световна война на 24 август 1915 г. министърът на външните работи Радославов подписва с германския посланик Михаелес тайна конвенция, според която ако Румъния нападне България, Турция или някой от другите съюзници, Германия е съгласна България да придобие загубеното по Букурещкия мирен договор и частична ревизия на Берлинския договор по отношение на територии, владени от Румъния. След влизането на Румъния във войната на страната на Антантата, войските на оста нахлуват в Румъния, принуждавайки я да капитулира. На 7 май 1917 г. в Букурещ е подписан договор, според който земите на юг от линията Черна вода – Кюстенджа са предадени на България, а на север е установен кондоминиум. На 24 септември 1918 г. цяла Добруджа, до устието на Дунав, е предадена на България, но само след няколко дни Андрей Ляпчев подписва в Солун споразумение с Антантата, което е фактическа капитулация на страната.
Въпреки че въпросът за Добруджа не е включен в Солунското споразумение, в края на ноември същата година цяла Добруджа е върната обратно на Румъния, която управлява тази територия до 1940 г. и я заселва с десетки хиляди арумъни от България, Македония и Гърция, както и с румънци от Влашко. Властта на Румъния над тези територии е белязана с репресии срещу българското население. През 1913 г. в Южна Добруджа има 276 български училища с 584 учители и 21 951 ученици. За две десетилетия румънската власт слага край на българското просветно дело, като конфискува училищните сгради и пособия и прогонва българските учители. В навечерието на Втората световна война в Южна Добруджа има само 4 български училища – в Силистра, Добрич, Балчик и Каварна, които се издържат от българското население. В тях се учат едва 3100 ученици на които преподават 182 учители. Извършва се пълна конфискация на цели земеделски стопанства по най-различни поводи, главно чрез насилствено изкупуване. Българите са лишени от кредити, и са облагани с тежки данъци, в резултат на което за по-малко от две десетилетия от коренното население е отнета близо 500 хиляди хектара земя. Същата участ постига и българската църква. От 112 български църкви през 1912 г., към 1935 г. остават незаети от румънците само няколко. Според един мемоар от 1935 г. румънските власти дават съгласието си за богослужение на български език само на 14 села, където над 80% от населението е българско. Имотите на църковните настоятелства са отнети от държавата. Затворени са 57 читалища и всички библиотеки, а техните книжовни фондове – разпръснати. Формално е признато правото на български вестници, но фактически те са забранени.
Въпреки че Румъния подписва Договора за малцинствата, имащ за цел гарантиране правата на малцинствата населяващи територията на страната, румънските държавници провеждат последователна асимилационна политика. За периода 1919 – 1939 г. в Секретариата на ОН (главно в Секцията за малцинствата) срещу румънската държавна политика има изпратени най-много петиции оплаквания по малцинствените проблеми. Общият брой на документите е 81 и 68 от тях засягат българското малцинство. Въпреки многобройните нарушения на Договора, нито една страна членка на ОН не предлага санкции, въпреки че българското население е обявено за румънско, в нарушение с международните норми. В тези години българо-румънските отношение се определят от добруджанския въпрос. В резултат на политиката на България са открити български училища в Букурещ, Галац, Кюстенджа, Добрич и Силистра, както и няколко църкви. Междувременно Румъния настоява за признаване на правата на власите в България. Според румънската статистика власите в България наброяват над 330 000 души, докато направено преброяване сочи едва 73 746.
Отношението на Великобритания, Франция и САЩ към добруджанския въпрос се определя от тяхната обща политика в Югоизточна Европа, от стремежа да се създаде един неутрален по отношение на Германия и СССР балкански блок, към който евентуално да бъде привлечена и България. С оглед на това англо-френската дипломация се опитва да убеди румънските власти да решат висящите въпроси с България. В резултат на отказа да преосмисли позицията си, Румъния се оказва в международна изолация, което я принуждава към 1940 г. да започне преговори с България. Огромен натиск върху Румъния оказват и СССР и Унгария. На 26 юни 1940 г. на румънския пълномощен министър в Москва е връчена нота за опразване на Бесарабия и северната част на Буковина в срок от 24 часа. След два дни Съветският съюз пристъпва към завземане на посочените области и за 4 дни Червената армия установява новата граница. Това предизвиква спонтанна реакция в Унгария. Още през юни 1940 г. е проведена мобилизация и концентрация на унгарската армия на румънската граница. За да може да се противопостави на унгарските и съветски аспирации, Румъния е принудена да реши въпроса с Добруджа и да освободи военните си части от този район. На 7 юли членове на българското правителство се обръщат с писмо до Хитлер, като изтъкват колко важно е за германската политика на изток България да получи Южна Добруджа чрез посредничеството на Германия. Като краен резултат от натиска, Румъния се съгласява да подпише Крайовската спогодба на 7 септември 1940 г., с която Южна Добруджа е върната на България. Южна Добруджа е разделена на четири зони, в които на 21, 25 и 28 септември и на 1 октомври навлизат Трета българска армия под командването на генерал-майор Георги Попов и базираният във Варна български флот командван от контраадмирал Асен Тошев. На 21 септември войската влиза в Тутракан, а военноморски флот с десант прекратява румънската окупация в Балчик, като още рано сутринта български войници застават на караул в двореа, а войсковият авангард влиза в града към 10 часа. Също към 10 часа, но на 25 септември в Добрич, е посрещнат челният отряд на Лейбгвардейския на Н.В. конен полк, а флотът акостира в Каварна. Следва заемането на третата зона и на 1 октомври 1940 г. към 15 часа войската е посрещната в Силистра, с което областта е освободена.
След като през есента на 1940 г. Южна Добруджа е предадена на България с Крайовската спогодба, друго условие на договора предвижда и обмяна на населението: румънското малцинство е принудено да напусне Южна Добруджа, а българското – Северна Добруджа. Към момента на анексирането на територията към Румъния през 1913 г., от 286 000 жители едва 10 000 са били румънци. Окупационната румънска власт провежда усилена кампания за колонизиране на областта с румънци и преселени от Македония арумъни, в 1940 г. се изселват всичките 108 000. Според преброяването от 2001 в областите Добрич и Силистра (т.е. Южна Добруджа) има 57 румънци.

## Стопанско развитие на Южна Добруджа в началото на XX век
Природните дадености и климатичните условия на Южна Добруджа благоприятстват развитието на земеделското производство на зърнено-житни култури и скотовъдство и се налагат като основен поминък на населението. Това е основната предпоставка за насоките при развитието на занаятчийството и промишлеността в региона с цел да се обслужват аграрните производители и да се обработва суровината до получаването на пазарни продукти. Статистическите изследвания от началото на ХХ век, обобщени в четиритомната „История на Добруджа“, подготвена и издадена от БАН, показват, че орната земя в Южна Добруджа за периода 1908 – 1912 г. е 67%. За Добричка околия орната земя е 65%, а за Балчишка околия тя е 71,5%. Огромната част от тази обработваема земя (около 85%) е засявана със зърнени храни.
За този период от началото на ХХ век се произвеждат по 324 820 t зърнени храни годишно. При еднаквите условия на обрабока на почвата и всички други процеси по отглеждане и прибиране на реколтата в България, това количество зърно е 15% от годишното производство в държавата, което я определя като житницата на България. Географското разположение на Южна Добруджа между Дунав и Черно море благоприятства този процес на производство поради възможността зърно и други селскостопански продукти да се предлагат за продажба. Около 200 000 t от произведените храни се продават във вътрешните и международните пазари. През 1903 г. само от Добричка и Балчишка околии са закупени 55 000 t брашно, което е показателно за търсенето и потребността от такъв продукт за вътрешния и международния пазар.
Тясната насоченост към такова аграрно производство е предпоставка за едро търговско земеделие. Установяването на делови търговски контакти и износ на храни чрез речните пристанища на Дунав и морските пристанища във Варна, Балчик и Каварна, са причината за изграждането на големи мелници във Варна, а в първото десетилетие на века в Балчик, Добрич и Силистра и много по-малки в селата, които използват природните дадености за задвижваща двигателна сила. Като техническо решение, особено атрактивни са плаващите мелници в Тутракан.
Възможностите за преработка и продажбата на зърнени храни и на продукти произведени от тях, активират населението в региона за създаването на предприятия от фабричен тип, като част от индустриализацията на България в началото на XX век.
Започва модернизация на земеделското производство с обработващи машини – железни брани, сеялки, редосеялки, жетварки, косачки, което трябва да реши проблема с липсата на работна ръка през кратките срокове за обработка. Като пример може да се даде Балчик, където от местни акционерни дружества се изграждат две предприятия от фабричен тип. Акционерно дружество „Орач“ изгражда предприятие за металолеене и металообработка, насочено към земеделското производство. Анонимното индустриално дружество изгражда и открива през юни 1910 г. мелница, която към момента на построяване е най-голямата в България и използва най-високите достижения на немската индустрия в строителството, машините и технологията за производство на брашно.
Ангажираните лица в занаятчийството и промишленото производство, според статистиката от това време (1900 г.) са:
шивачество и обущарство – 32,4%
мелничарство, хлебарство и млекопреработване – 18,9%;
железарство, медникарство, производство и ремонт на земеделски инвентари машини – 18,8%;
коларо-железарство – 6,72%;
кожарство, сарачи и хамутчийство – 5,0%;
търговия и кредит – 3 – 4%.
В този регион най-голямо и бързо развитие има мелничарството и заетостта в това направление, независимо от все по-голямото автоматизиране на този процес.
Развитието на аграрното производство създава поминък по местоживеене и в някаква степен е възпираща причина бързо да се увеличава градското население. Въпреки това според статистиката в градовете през 1880 г. и през 1910 г. градските жители са се увеличили както следва:
Добрич от 9567 на 17 146 жители;
Силистра от 10 642 на 11 646 жители;
Тутракан от 7133 на 10 490 жители;
Балчик от 3855 на 6616 жители;
Каварна от 1479 на 4874 жители.
В тези неголеми градове около 1/5 от населението се занимава със земеделие. В градовете се преместват крупни земевладелци и земеделски производители, които създават търговски контакти и влагат капиталите си в недвижими имоти и други нови стопански дейности. Това утвърждава градовете като стопански центрове, в които се разраства промишлено производство и се засилва кредитната и банкова дейност.

## Южна Добруджа в стопанския живот на Румъния
Балканските войни и окупирането на Южна Добруджа от Румъния водят до криза в аграрното производство и развитието на промишлеността в региона. Разрушаването на мелницата в Балчик след бомбардировката от корабите на руския флот, опожаряването на други мелници, липсата на суровини материали и горива е сериозна пречка пред стопанското развитие и напредък. Въвежда се колонизаторски режим на използване ресурсите и натиск за румънизирането на Южна Добруджа.
Стопанското развитие и значение на Южна Добруджа не е важно за Румъния. Управляващите режими се интересуват от стратегическото значение на окупираните земи и увеличаването на дунавската и черноморската зона. От 1919 до 1940 г. се увеличават репресиите, ограбването и тероризирането на българското население, и основна цел е изгонването им от тези земи и тяхното румънизиране, а не до производството на зърнени храни и развитието на промишлеността. Първите румънски заселници през 1913 г. и през периода 1918 – 1919 г. са многоброен административно-полицейски апарат, военно-жандармерийски апарат, учители, свещеници. Първата по-голяма група селскостопански устроени колонисти са настанени в района на Добрич и са т. нар. военни колонисти – бивши участници във военните действия в Южна Добруджа. Румънската колонизация води до трайно селскостопанско настаняване на румънско население от вътрешността на държавата или аромъни от гръцка Македония, и тази дейност е поверена на службите на Министерството на земеделието и държавните имоти.
В Балчик населението се е увеличило с повече от 2000 души, предимно румънци, поради факта, че там се организира и строи резиденцията на кралицата на морския бряг.
В Балчик остават да работят три по-големи воденици и мелници – на братя Събеви и акционерно дружество „Калиакра“. Трудно оцеляват няколко дребни индустриални предприятия и за този период не е построено нищо с румънски капитали. Построено е летището в Балчик (основно за обслужване на кралския дворец на брега на Черно море) и е направен кей за швартоване и товарене на кораби с по-дълбоко газене с оглед бързото изнасяне на храни. Най-голямото индустриално предприятие – мелницата в Балчик, въпреки опитите на акционерното дружество да бъде възстановена, е ликвидирана поради нерентабилност през 1925 г.